# Tritonoharpa
Tritonoharpa is een geslacht van weekdieren uit de klasse van de Gastropoda (slakken).

## Soorten
- Tritonoharpa angasi (Brazier, 1877)
- Tritonoharpa ansonae Beu & Maxwell, 1987
- Tritonoharpa antiquata (Hinds in Reeve, 1844)
- Tritonoharpa aquitaniensis Lesport, Cluzaud & Verhecken, 2015 †
- Tritonoharpa basilaevis Beu & Maxwell, 1987
- Tritonoharpa bayeri (Petuch, 1987)
- Tritonoharpa beui Verhecken, 1997
- Tritonoharpa boucheti Beu & Maxwell, 1987
- Tritonoharpa brunnea Beu & Maxwell, 1987
- Tritonoharpa caunbonensis Pacaud, Ledon & Loubry, 2015 †
- Tritonoharpa coxi (Brazier, 1872)
- Tritonoharpa cubapatriae (Sarasúa, 1975)
- Tritonoharpa indoceana Beu & Maxwell, 1987
- Tritonoharpa janowskyi Petuch & Sargent, 2011
- Tritonoharpa lanceolata (Menke, 1828)
- Tritonoharpa leali Harasewych, Petit & Verhecken, 1992
- Tritonoharpa mariechristinae Lesport, Cluzaud & Verhecken, 2015 †
- Tritonoharpa ponderi Beu & Maxwell, 1987
- Tritonoharpa pseudangasi Beu & Maxwell, 1987
- Tritonoharpa renardi Lesport, Cluzaud & Verhecken, 2015 †
- Tritonoharpa siphonata (Reeve, 1844)
- Tritonoharpa vexillata Dall, 1908
- Tritonoharpa westralia Beu & Maxwell, 1987